# 아이야나르

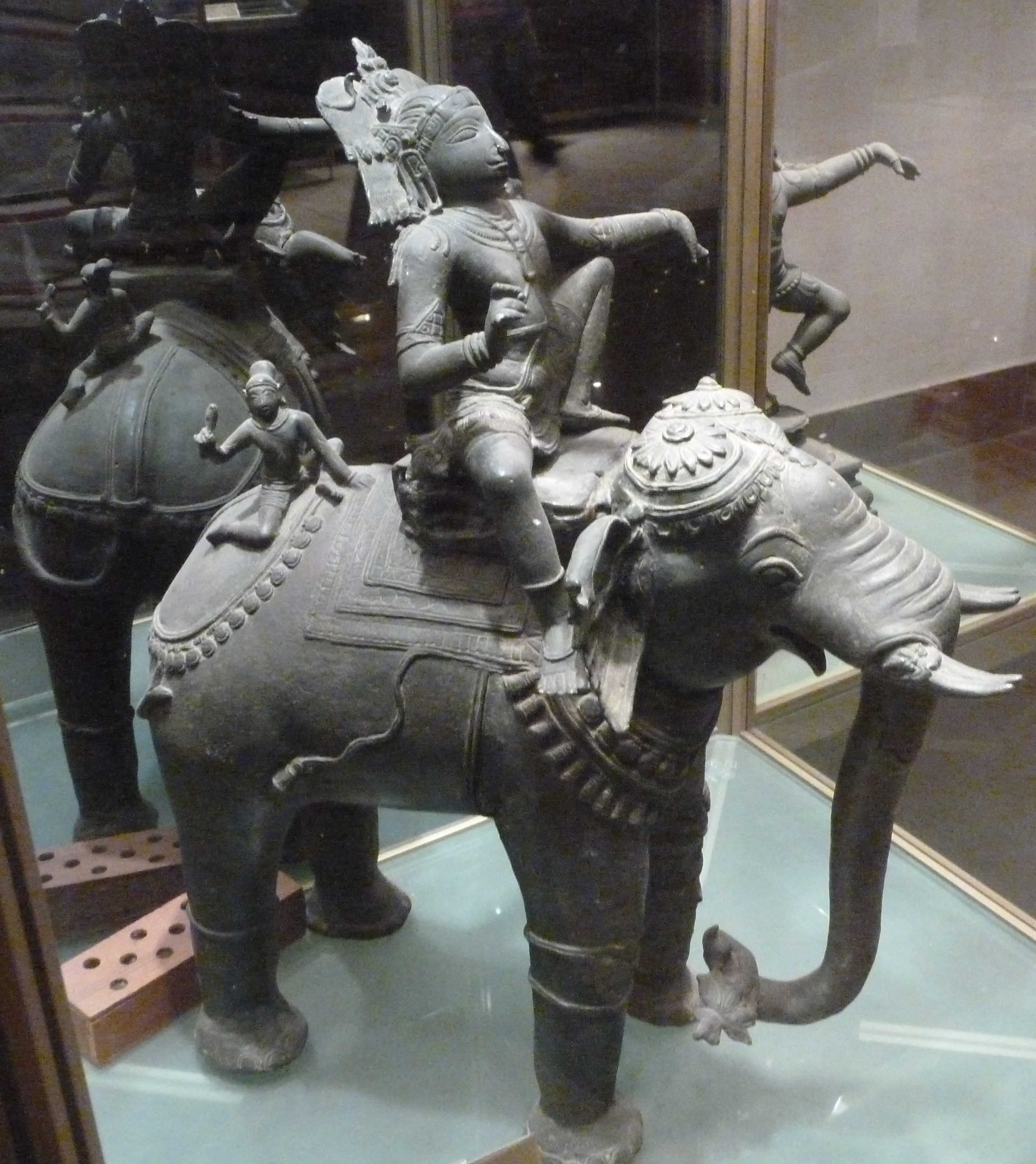
아이야나르

아이야나르(타밀어: ஐயனார், Aiyanar, Ayyanar, Aiyyanar) · 아야나르(Ayanar) 또는 이야나르(Iyenar)는 힌두교의 마을 신으로, 주로 인도의 타밀나두 주와 스리랑카의 타밀족 마을들에서 숭배되는 남신이다. 아이야나르는 시골 마을을 보호하는 수호신으로 주로 숭배되고 있다. 아이야나르의 성직자들은 대개 브라만이 아니며 주로 도예공 카스트에 속한 사람들이 성직자의 역할을 하는데, 다른 카스트의 사람들도 아이야나르의 신전에서 종교적 공무에 참여하기도 한다.
보통 아이야나르의 신전 옆에는 말이나 코끼리를 타고 있는 모습의 아이야나르와 그의 동료들의 거대하고 컬러풀한 상들이 있다. 이이야나르의 기원과 그의 이름의 어원에 대해서는 많은 이론들이 있다. 아이야나르는 스리랑카의 신할라족(Sinhalese)이 숭배하는 신인 아이야나야케(Aiyanayake)와 관련이 있다.